# Andon (Alpes-Maritimes)
Andon je francouzská obec, která se nachází v departementu Alpes-Maritimes, v regionu Provence-Alpes-Côte d 'Azur.

## Polohopis
Andon má rozlohu 54,3 km². Nejvyšší bod je položen 1649 m n. m., nejnižší bod 911 m n. m..

## Obyvatelstvo
Andon má 562 obyvatel (2009).
Graf vývoje obyvatelstva: